# Debate para as eleições presidenciais portuguesas de 2001
Para as eleições presidenciais portuguesas de 2001 houve apenas um debate, que foi realizado a 4 de janeiro de 2001 entre os candidatos à presidência da república de Portugal em 2001: o então Presidente da República Portuguesa Jorge Sampaio (apoiado pelo PS), o engenheiro e ex-ministro das obras públicas Joaquim Ferreira do Amaral (apoiado pelo PPD/PSD e pelo PP), o então vereador da Câmara Municipal de Lisboa António Abreu (apoiado pelo PCP), o historiador Fernando Rosas (apoiado pelo BE) e o advogado Garcia Pereira (apoiado pelo PCTP/MRPP)

## Cronologia
Houve apenas um debate para as eleições presidenciais 2001, transmitido pela RTP1.

### Intervenientes
- Jorge Sampaio (PS)
- Joaquim Ferreira do Amaral (PPD/PSD, CDS-PP)
- António Abreu (PCP, PEV)
- Fernando Rosas (B.E.)
- Garcia Pereira (PCTP/MRPP)

| Data                 | Intervenientes                                                                    | Moderador(es) | Canal |
| -------------------- | --------------------------------------------------------------------------------- | ------------- | ----- |
| 4 de janeiro de 2001 | Jorge Sampaio, Ferreira do Amaral, António Abreu, Fernando Rosas e Garcia Pereira | Judite Sousa  | RTP1  |